# Scotiabank Arena
Scotiabank Arena, tidigare Air Canada Centre, är en inomhusarena som ligger i Toronto, Ontario i Kanada. Den är hemmaarena för ishockeylaget Toronto Maple Leafs, basketlaget Toronto Raptors och lacrosselaget Toronto Rock. Arenan har en publikkapacitet på 19 800 vid basketmatcher samt konserter och 18 819 vid ishockeymatcher.
Den 29 augusti 2017 meddelade arenans ägare Maple Leaf Sports & Entertainment att man hade sålt arenans namnrättigheter till den kanadensiska bankkoncernen Scotiabank för C$800 miljoner. Arenan kommer bära företagets namn från och med den 1 juli 2018 och till och med den 30 juni 2038. Avtalet är till datumet det mest lukrativa namnrättighetsavtal som har slutits i nordamerikansk sporthistoria.